# Per Teodor Cleve
Per Teodor Cleve (n. 10 februarie 1840, Storkyrkoförsamlingen⁠(d), Comitatul Stockholm, Suedia – d. 18 iunie 1905, Uppsala Cathedral Assembly⁠(d), Uppsala län, Suedia) a fost chimist suedez, biolog, mineralog și oceanograf. El este  cunoscut în principal pentru descoperirea elementelor chimice holmiu și tuliu.
Cleve și-a obținut diplomele de licență și doctorat la Universitatea Uppsala în 1863, respectiv 1868.  După ce a obținut doctoratul, a devenit profesor asistent de chimie la această universitate. Mai târziu a devenit profesor de chimie generală și agricolă. În 1874, el a susținut că didiimul ar fi constituit de fapt din două elemente; această teorie a fost confirmată în 1885, când Carl Auer von Welsbach a descoperit neodimul și praseodimul. 
În 1879, Cleve a descoperit holmiul și tuliul. Alte contribuții ale sale la chimie includ descoperirea acizilor aminonaftalensulfonici, de asemenea cunoscuți ca „acizii lui Cleve”. Din 1890, el sa concentrat pe studii biologice. A elaborat o metodă de determinare a vârstei și a ordinii depozitelor glaciare și postglaciare târzii de la tipurile de fosile de diatomee în depozite și a scris un text seminal în domeniul oceanografiei. 

## Viața timpurie

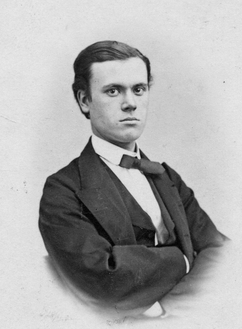
Cleve în 1863

Cleve s-a născut în Stockholm, ca al treisprezecelea copil al tatălui său, un comerciant cunoscut sub drept F.T. Cleve. Strămoșii lui Cleve din partea tatălui său au venit din Germania de Vest și s-au stabilit în Suedia la sfârșitul secolului al XVIII-lea.
Cleve a manifestat interes pentru științele naturii și istoria naturală de la o vârstă fragedă.  A urmat Stockholms Lyceum în 1858, studiind chimia și biologia. A obținut o diplomă de licență de la Universitatea din Uppsala în 1863 și un doctorat de la aceeași universitate din 1868.

## Carieră
În 1860, la vârsta de 20 de ani, Cleve a devenit profesor asistent de mineralogie la Universitatea din Uppsala și profesor asistent de chimie în 1868. De asemenea, a predat la Institutul Regal de Tehnologie între anii 1870 și 1874 și – în cele din urmă – a devenit profesor de chimie generală și agrochimie la Universitatea din Uppsala. A fost președintele secției de chimie la Universitatea din Uppsala începând din 1874. A fost, de asemenea, președintele Comitetului Nobel pentru Chimie.
Prima lucrare a lui Cleve a fost Några ammoniakaliska chromföreningar (Asupra unor compuși de amoniac și crom, 1861). De asemenea, el a scris mai multe lucrări despre compuși coordinativi, sintetizând câteva sute compuși ai platinei.
În anii 1860, Cleve a vizitat un număr de laboratoare în Anglia, Franța, Italia și Elveția. Fiind la Paris, a vizitat laboratorul lui Charles-Adolphe Wurtz, unde și-a făcut un oarecare număr de prieteni. 

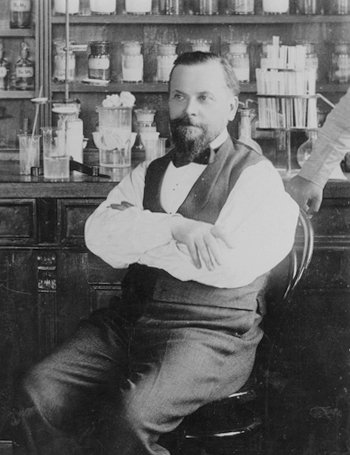
Cleve în laborator, circa 1900

Cleve a lucrat la sinteza compușilor coordinativi până în 1872. El a teoretizat în 1874 că elementul didymiu ar fi un amestec a două elemente. Această teorie a fost dovedită în 1885, odată cu descoperirea praseodimului și a neodimului de către Carl Auer von Welsbach. În 1879, Cleve a dovedit că scandiul (element nou descoperit) a fost elementul prezis de Dmitri Mendeleev ca fiind eka-bor. Cleve a izolat o cantitate de scandiu în același an și a determinat greutatea sa atomică. În 1879, prin examinarea unei probe de oxid de erbiu, a descoperit elementul holmiu. În timp ce separa impuritățile dintr-o astfel de probă de oxid de erbiu, Cleve a descoperit o substanță maro și o substanță verde, substanța brună dovedindu-se a fi oxid de holmium (substanța verde fiind oxid de tuliu). Cu toate acestea, acest eșantion ar fi putut fi impur. El a separat tuliul dintr-o probă de oxid de erbiu în 1879. În plus, Cleve și Abraham Langlet au descoperit heliul în mineralul cleveit în 1895. 
Cleve a descoperit șase forme de diclornaftalină și a descoperit acizii aminonaftalensulfonici, numiți uneori după el. A preparat și un număr de acizi nitrosulfonici. În 1883, Cleve a fost primul care descrie speciile de plancton Nitzschia seriata. În 1890, Cleve a început să se concentreze în principal pe domeniul biologiei, studiind în principal algele de apă dulce, diatomee și plancton. În 1898, Cleve a participat la o expediție suedeză la Spitsbergen , când a descoperit o serie de specii.
Cleve, în colaborare cu Höglund, a preparat în premieră numeroase săruri de ytriu și erbiu. Cei doi au lucrat, de asemenea, asupra chimiei elementelor chimice toriu și lantan. În 1874, Cleve a descoperit că toriu este un element tetravalent și că lantanul este trivalent. Aceste constatări au fost inițial puse la îndoială de către comunitatea științifică.
Cleve a fost primul care a observat izomerismului în unii compuși ai platinei.
În plus, Cleve a creat o metodă de datare a depozitelor glaciare și post-glaciare în baza studiului fosilelor.
Dizertația doctoratului lui Cleve a fost intitutată „Mineral-analytiska under-sökningar”. El a scris o lucrare despre samariu în 1879, iar despre The Seasonal Distribution of Atlantic Plankton Organisms în 1900. În 1883, a publicat Kemiskt Handlexicon. Printre studenții notabili ai Cleve se numără Ellen Fries (prima femeie suedeză care a obținut un doctorat) și Svante Arrhenius (câștigător al Premiului Nobel).
Cleve a studiat, de asemenea, hidrografia și geologia.

## Viața personală, familia și moartea
În 1874, Cleve sa căsătorit cu Alma Öhbom, de asemenea profesor; cuplul a avut trei fiice. Prima fiică, Astrid Cleve (născută la 22 ianuarie 1875), a devenit botanistă. Ginerele, Hans von Euler-Chelpin și nepotul Ulf von Euler, au câștigat Premiul Nobel.
Per Teodore Cleve a fost un susținător al egalității de gen, iar Ellen Fries, prima femeie suedeză care a primit un doctorat, a fost unul dintre studenții săi.
Cleve a început să sufere de pleurezie în decembrie 1904, care i-a afectat inima. El a crezut că se va recupera până în primăvara anului 1905 și sa întors acasă la Uppsala, Suedia, unde a murit la 18 iunie 1905.

## Premii și cinstirea memoriei
Cleve sa alăturat Academiei Regale de Științe din Suedia în 1871. El a primit medalia Davy în 1894 și 1904.
Cleveitul este un mineral denumit astfel în onoarea lui Cleve.

## Legături externe
- Lucrări de Per Teodor Cleve la Proiectul Gutenberg